# Limnophila abstrusa
Limnophila abstrusa är en tvåvingeart som beskrevs av Alexander 1929. Limnophila abstrusa ingår i släktet Limnophila och familjen småharkrankar. Inga underarter finns listade i Catalogue of Life.